# 皮德蒙特 (南达科他州)
皮德蒙特是美国南达科他州下属的一座城市。根据2010年美国人口普查，该市有人口223人。论人口在本州排行第174。